# Čierna Voda
Čierna Voda es un municipio del distrito de Galanta en la región de Trnava, Eslovaquia, con una población estimada a final del año 2024 de 1397 habitantes.
Se encuentra ubicado en el centro-sur de la región, en la depresión danubiana y cerca del río Váh (cuenca hidrográfica del Danubio) y de la región de Bratislava.

## Demografía
| Año        | 1994 | 2004    | 2014    | 2024    |
| ---------- | ---- | ------- | ------- | ------- |
| Población  | 1321 | 1410    | 1377    | 1397    |
| Diferencia |      | +6,73 % | −2,34 % | +1,45 % |

| Año        | 2023 | 2024    |
| ---------- | ---- | ------- |
| Población  | 1408 | 1397    |
| Diferencia |      | −0,78 % |